# Michael Hesemann
Michael Hesemann (ur. 22 marca 1964 w Düsseldorfie) – niemiecki historyk, badacz relikwii (m.in. drewna Krzyża Świętego oraz Całunu Turyńskiego) i publicysta specjalizujący się w historii Kościoła, ufolog, autor publikacji i bestsellerów.

## Publikacje (wybór)
- UFOs: die Kontakte. Eine Dokumentation, 1990
- Botschaft aus dem Kosmos, 1993
- Geheimsache UFO: Die wahre Geschichte der unbekannten Flugobjekte, 1994
- Jenseits von Roswell. UFOs: der Schweigevorhang lüftet sich…, 1996
- Kornkreise: die Geschichte eines Phänomens, 1996
- UFOs über Deutschland. Ein praktisches Handbuch, 1997
- Geheimsache Fatima, 1997
- Die kommende Weltkrise, 1998
- Die Jesus-Tafel, Freiburg (Herder) 1999
- Die stummen Zeugen von Golgota, München (Hugendubel) 2000 (wyd. polskie Milczący świadkowie Golgoty: fascynująca historia relikwii męki Chrystusa, wyd. Salwator 2006 )
- The Fatima Secret, New York (Dell) 2000
- Die Entdeckung des Heiligen Grals, München (Pattloch) 2003
- Der erste Papst, München (Pattloch) 2003
- Hitlers Religion, München (Pattloch) 2004 (wyd. polskie Religia Hitlera, Prószyński i S-ka, Warszawa 2011)
- Hitlers Lügen, Erfststadt 2005
- Johannes Paul der Große, München 2005
- Stigmata, Güllesheim 2006
- Die Dunkelmänner, Augsburg (St. Ulrich) 2007
- Paulus von Tarsus, Augsburg (St. Ulrich) 2008
- Der Papst, der Hitler trotzte, Augsburg (St. Ulrich) 2008 (wyd. polskie Pius XII wobec Hitlera, Salwator 2010)
- Jesus von Nazareth. Archäologen auf den Spuren des Erloesers, Augsburg (St. Ulrich) 2009 (wyd. polskie Na tropie Jezusa z Nazaretu: Ziemia Zbawiciela, Salwator 2012)
- Das Bluttuch Christi, Munich (Herbig) 2010 (wyd. polskie Chusta Chrystusa: naukowcy na tropie zmartwychwstania, Wydawnictwo św. Stanisława 2014)
- Auf den Spuren des Grabtuchs von Turin, Fulda (Kehl) 2010
- Maria von Nazareth. Geschichte, Archaeologie, Legenden, Augsburg (St. Ulrich) 2011